# Виктория (футбольный клуб, Гамбург)
«Виктория» (нем. SC Victoria Hamburg) — немецкий футбольный и спортивный клуб, базирующийся в северной части Гамбурга. Деятельность клуба охватывает районы Хохелюфт, Эппендорф и Локштедт.

## История
Клуб, в первую очередь, известен своим футбольным отделом. СК «Виктория» — один из основателей Немецкого футбольного союза. Как один из старейших футбольных клубов Германии существует, с момента своего основания в 1895 году, практически без изменений. Наибольшее достижение СК «Виктория» — выход в полуфинал чемпионата Германии в 1907 году.